# Stazione di Policastro Bussentino
Stazione di Policastro Bussentino vasútállomás Olaszországban, Policastro Bussentino településen.

## Vasútvonalak
Az állomást az alábbi vasútvonalak érintik:
- Battipaglia–Reggio di Calabria-vasútvonal

## Kapcsolódó állomások
A vasútállomáshoz az alábbi állomások vannak a legközelebb:
- Stazione di Sapri
- Stazione di Torre Orsaia